# Стефан Карагьозов
Стефан Недев Карагьозов е изтъкнат търновски фабрикант, дарител и общественик.

## Биография
Роден е през 1818 г. в село Присово, Търновско. Баща му Недю Карагьозов е бакалин. Негови братя са Димитър Карагьозов, Никола Карагьозов и Ангел Карагьозов, също търговци. Син на Димитър и племенник на Стефан е Ангел Карагьозов – юрист, председател на Върховния касационен съд (1927 – 1934) и министър на правосъдието (1935 – 1937 с прекъсване). Никола Карагьозов е баща на известния учител, политик, фабрикант, дарител и почетен немски вицеконсул Васил Николов Карагьозов и Николаида Карагьозова – Икономова.
Стефан Карагьозов е баща на Кръстьо Карагьозов и на Венка Карагьозова – Салабашева.
Венка Карагьозова става съпруга на генерал Петър Салабашев, с когото имат три деца.
Стефан Карагьозов учи в търновското килийно училище.

## Предприемачество
През целия си живот се изявява като един предприемчив и находчив човек. Първоначално започва търговия с бакалски стоки, които доставял от Цариград. Женен за дъщерята на чорбаджи Кръстьо х. Недев Момчоолу Евгени. Собствените средства, които успял да натрупа и с капитал, получен в зестра от своя тъст се сдружава с търговеца х. Павли Иванов двамата откриват търговска кантора в Цариград.
След 40-те години на XIX век Търново става обект на чуждестранен интерес, породен от развитие на занаятите, в това число на бубарството; с униатското движение – в града започват да се застояват за по-дълъг период италианци, унгарци, австрийци. Някои от тях поддържат тесни връзки с местни търговци като Ангел Попов, Никола Златев, Стефан Карагьозов. В броя на вестник „България“ от 20 юни 1859 г. е направен коментар за пристигане в Търново на цяла група италианци и французи по повод търговията с пашкули.
Новонатрупаните капитали дали възможност на Стефан Карагьозов да построи фабрика за печене на пашкули и точене на коприна в Търново. Фабриката е построена от големия възрожденски строител Уста Колю Фичето. Това е единствената фабрика, която първостроителят е построил през неговия живот. Фабриката е оборудвана с "модерни машини, италиански образец, инсталирани от италианската Doina от Бергамо. Парната машина и парния котел са производство на виенските фирми W. Prick и Siegel. Стефан Карагьозов работи първоначално в съдружие с представителя на италианска фирма Д. Викенти. След няколко години става едноличен собственик. Изявява се като монополист в домашното производство на коприна в Търново и Горна Оряховица. Освен с преработката на пашкули, във фабриката се произвежда и спирт. През Руско-Турската война /1877 – 1878/ фабриката е превърната в житен склад, а по-късно е разграбена от населението.
В съдружие с брат си Димитър Карагьозов и Ангел Гиргинов откриват отделение за производство на бира и построяват парна мелница в местността Дервеня. Клон на същата фабрика е открита и в Габрово.
За нуждите на предприятията си Стефан Карагьозов организира добив на въглища от мините в Шипченско – Тревненската планина и Средна Стара планина.
Карагьозов е приятел и бизнес партньор в някои начинания с големия търновски търговец и борец за черковна независимост хаджи Николи Минчоолу.

## Други заслуги
На 2 януари 1867 г. в десет стайната къща на търговеца Димитър х. Ничов открита първата болница Търново – „Св. св. безсребърници Козма и Дамян“. Тя е четвъртата в България по онова време и първата изцяло поддържана от българи. За неин първи управител е назначен Стефан Карагьозов, а за лекар Янаки Златев.
През 1867 г. габровският търговец Йонко Балкански, който имал дюкян в Плоещ, Румъния, е заподозрян за комита и заловен. Благодарение застъпничеството на Стефан Карагьозов е освободен и се завръща в Румъния.
През 1872 г. заптиета арестуват Недьо Жеков в Лясковец и го повеждат към Търново. Конфискувана е част от личната му библиотека, която включва книги, вестници, ръкописи, писма, кореспонденция, документи донесени от Белград. Самият Недьо е отведен през Търново към Русе, за да отговаря пред Мидхат паша, но по съвет на Стефан Карагьозов книжата са запалени на площада пред конака, за да не попаднат в ръцете на Мидхат.
Общественият контрол над училищата се осъществява от Атанас х. Николов, х. Иванчо Ангелов, Димитър Николов, Атанас х. Йованов. През януари 1858 г. тези „хесапи“ /сметки/ са прегледани от градоначалниците и са одобрени от тях. Подписът е на попечителя Стефан Карагьозов.
Гражданството оказва натиск и върху Пандели Кисимов да преустанови заниманията си „като ревностен настоятел и специален кореспондент“ на про-униатския вестник „България“. Група ревности националисти и поддръжници на Православието, съставена от Димитър х. Ничов, Кръстьо Н. Момчоолу, Евстати х. Николов Паница, Стефан Карагьозов, Атанас х. Николов, Георги Кабакчиев и учителите Никола Михайловски и Никола Златарски, му поставят категорично условие да прекъсне всякакви връзки с Драган Цанков и неговото издание.

## Стефан Карагьозов и БРЦК
След избухване на Априлското въстание (1876) Жоржо Момчев е арестуван. Юрдан п. Тодоров в изследване на въстанието в Търновския край пише:
```
   „А в Търново някои младежи, по съветите на 
Жоржо Момчев
 и 
Христо Караминков
 (Бунито), на два пъти се опитваха да запалят града, като поставяха огън на Каябаш „.[1]
```

Влиятелните му близки и зет му Стефан Карагьозов ходатайстват за него и го освобождават; Момчев напуска родния град. Сред основателите е на Славянското благотворително дружество в Търново (1877). 
Стефан Карагьозов умира през 1879 г. в Търново след заболяване от тиф. Дейността на фабриката му замира.